# Mafac
MAFAC, la Manufacture Arvernoise de Freins et Accessoires pour Cycles, était un des principaux fabricants français de freins de bicyclettes de 1947 à 1985 (environ). L'entreprise fut fondée par M.Auguste Bourdel, artisan fabriquant de vélo. Le nom de l'entreprise autrefois entreprise "sécurité" du nom de ses freins se renomma courant 1947. M. Bourdel décéda le 20 juin 1954. A sa mort, l'usine est reprise par M. Paul Bertrand.
L'entreprise commercialise des ensembles de freins complets, mais également des trousses à outils pour le cyclotourisme dites « L’atelier dans la poche » dès 1949.
Le siège et l'usine de la société se trouvaient à Clermont-Ferrand. Ses principaux concurrents sur le marché français du frein à patins étaient Bebo (marques Bebolux et Bebosport, disparu dans les années 1970), CLB (Éts. Angénieux-CLB, Saint-Étienne, fermés en 1992), Lam (Éts. H. Lamarque, Bézu-Saint-Éloi, disparus dans les années 1980 ?) et, à partir des années 1970, Altenburger (Allemagne) et Weinmann (Suisse et Allemagne).
L'entreprise s'est démarquée par sa commercialisation de frein à tirage central sur tasseaux brasés, qui lui vaut une large adoption dans les pelotons cyclistes professionnels dans les années 60. En 1978 son PDG est M. Jacques Mazen, et la marque est renouvelé à son nom et au nom de sa famille en 1961.
Raphaël Geminiani indiquera dans son livre Mes quatre cents coups… de gueule et de fusil en 1963 son utilisation en page 101:
A ce moment j'expérimentais un nouveau frein inventé par un Clermontois, M. Bourdel, qui l'appela MAFAC(...) Cette victoire fut le point de départ des Établissements MAFAC